# Бижа
Бижа (фр. Bugeat) насеље је и општина у централној Француској у региону Лимузен, у департману Корез која припада префектури Исел.
По подацима из 2011. године у општини је живело 873 становника, а густина насељености је износила 28,17 становника/km². Општина се простире на површини од 30,99 km². Налази се на средњој надморској висини од 684 метара (максималној 844 m, а минималној 667 m).

## Демографија
| 1962. | 1968. | 1975. | 1982. | 1990. | 1999. | 2011. |
| ----- | ----- | ----- | ----- | ----- | ----- | ----- |
| 931   | 1.100 | 1.108 | 1.055 | 1.063 | 996   | 873   |

График промене броја становника у току последњих година